# Mošovce
Mošovce (en húngaro: Mosóc) es uno de los pueblos más grandes de la región de Žilina, en Eslovaquia.

## Geografía
- Altitud: 548 metros.
- Latitud: 48º 54' N
- Longitud: 18º 54' E

## Historia
Muchos edificios históricos preservados tienen 770 años de existencia. La primera vez que fue mencionado fue en el documento de la donación del rey Andrés II. 
Originalmente, Mošovce estaba formado de dos partes: La primera, Machyuch, estaba situada en el lugar del actual Starý Rad, y la segunda, Terra Moys, que dio al pueblo su nombre actual, ocupó la localidad del presente Vidrmoch. Y a cause del nombre de la segunda parte, que significa La Tierra de Mojš, hoy creemos, que el pueblo entero pertenecía a un Sr. Mojš, cuyo nombre podría ser una abreviación del nombre eslávico compuesto Mojtech, parecido a los nombres Vojtech o Mojmír. Durante de la historia, el nombre del pueblo ha sufrido múltiples variaciones: Mossovych, Mosocz, Mossowecz, villa regia Mayos alio nomine Mossovych, oppidioum Mayus sue Mosocz, Mosocz olim Mayus hasta llegar al actual Mošovce. El nombre de una parte antigua de Mošovce, un lugar antiguo Chornukov, se ha preservado en la forma moderna de Čerňakov.
Ante todo Mošovce se desarrolló como un sitio real con una abogacía libre, y desde la mitad del siglo XIV como un pueblo privilegiado, subordinado al castillo real de Blatnica. En el año 1527 pasó a ser posesión de la familia Révay, que suprimió los privilegios del pueblo Mošovce durante casi 400 años.
En el pasado, Mošovce era un centro importante de artes de la región de Turiec. Los artisanos y sus artes se desarrollaron rápidamente. Como resultado, en el pueblo había aproximadamente 15 gremios activos; el gremio de zapateros y los más famosos pelleteros sobrevivieron durante largo tiempo. El Mošovce de hoy se puede definir como un importante pueblo turístico con muchos monumentos.

## Demografía
| Año        | 1994 | 2004    | 2014    | 2024    |
| ---------- | ---- | ------- | ------- | ------- |
| Población  | 1340 | 1359    | 1328    | 1342    |
| Diferencia |      | +1,41 % | −2,28 % | +1,05 % |

| Año        | 2023 | 2024    |
| ---------- | ---- | ------- |
| Población  | 1351 | 1342    |
| Diferencia |      | −0,66 % |

## Monumentos
Uno de los monumentos más notables es el Castillo rococó-clásico de la segunda mitad del siglo XVIII con un extenso parque inglés. Otros sitios en el pueblo incluyen: El lugar de nacimiento de Ján Kollár, una iglesia neogótica católica con un altar, construida en el lugar de su antiguo predecesor, una iglesia evangélica construida en el año 1784, un mausoleo, en el que se ahora halla el Museo de artes, un invernáculo moderno y un pabellón del año 1800.

## Naturaleza
Los alrededores de Mošovce son realmente únicos. Un complejo de avenidas de árboles históricas y bosques pequeños constituyen un escenario muy bello e impresionante, que parece como una extensión del escenario de los bosques de la cordillera de Veľká Fatra. Esta cordillera es una de las más atractivas en Eslovaquia. Formaciones de caliza y dolomitas de formas fantásticas junto a una naturaleza bellísima en los cercanos valles de Blatnica y Gader atraen a gente de todas partes del mundo.

## Cultura y Tradiciones
Mošovce ha producido muchas personalidades importantes. Las más grandes son Frico Kafenda (1883-1963), compositor; Anna Lacková-Zora (1899-1988), escritor; Štefan Krčméry (1892-1955), crítico literario, historiador, y poeta; Júr Tesák Mošovský, dramaturgo barroco; y Miloslav Schmidt, el fundador de bomberos voluntarios en Eslovaquia.
Pero la personalidad probablemente más importante que nació en Mošovce, es el gran poeta eslávico, filósofo, y predicador evangélico, Ján Kollár (1793-1852), que influyó en la literatura de al menos dos naciones con su composición poética Slávy Dcera. Su obra está considerada como la base y el tema para sus compatriotas contemporáneos y activistas nacionalistas. Ha sido traducida a varias lenguas eslavas, y no eslavas.

## Galería

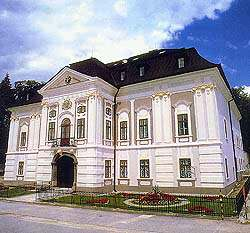
El castillo rococó-clasicista de Mošovce
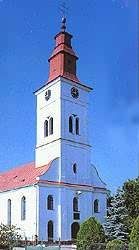
La iglesia evangélica de Mošovce
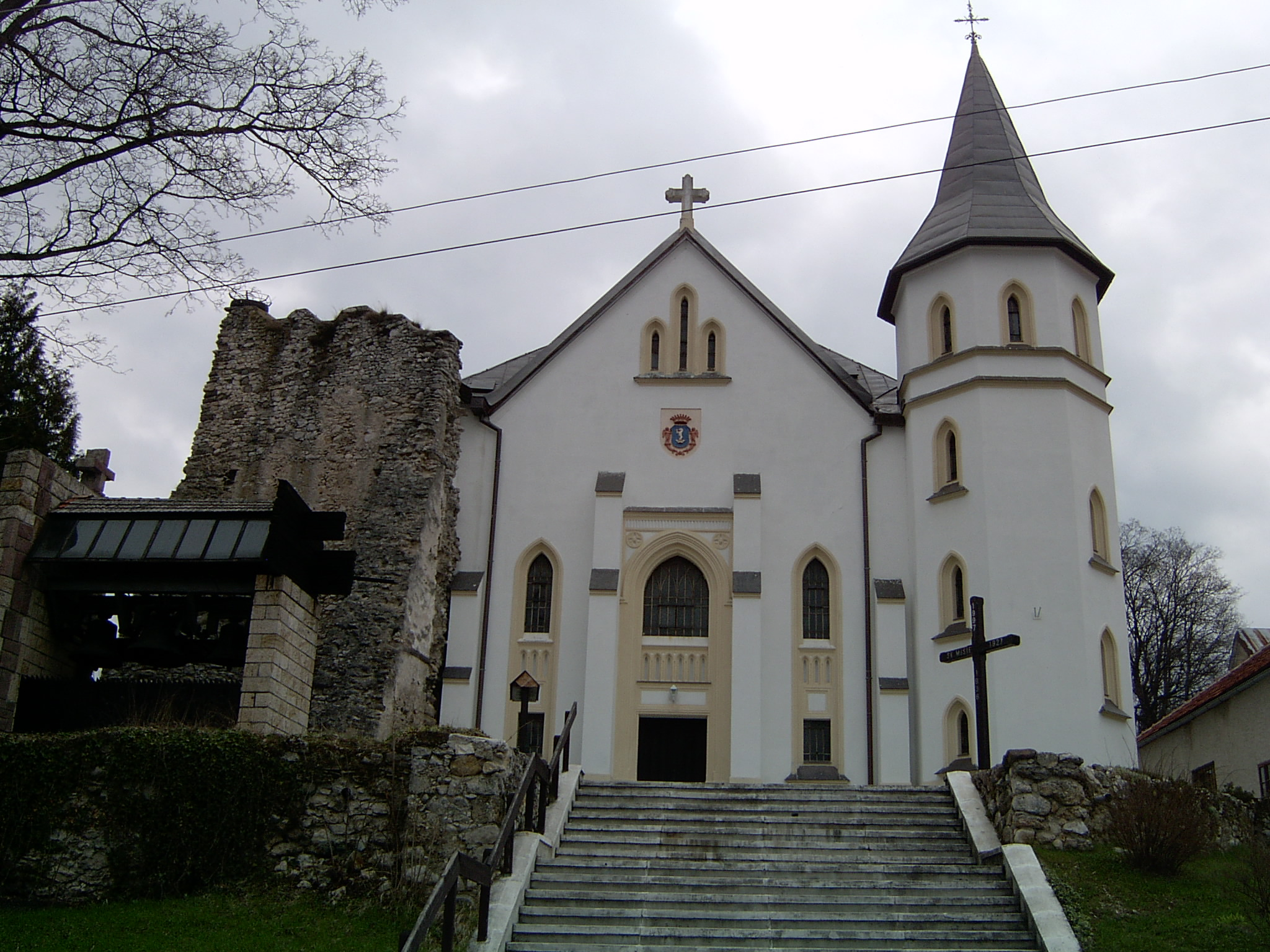
La iglesia católica de Mošovce
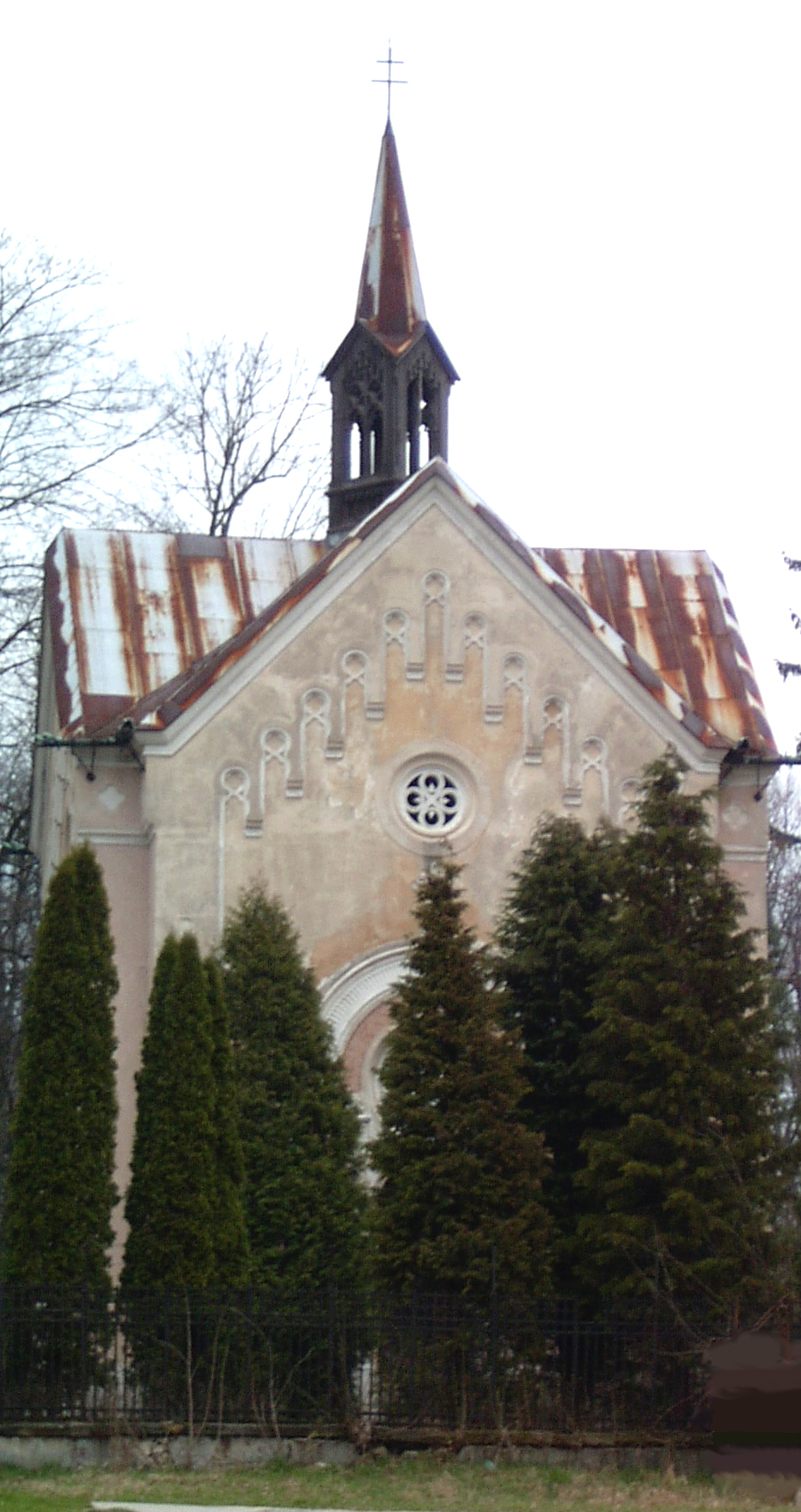
La capilla, después un mausoleo, ahora un museo en Mošovce
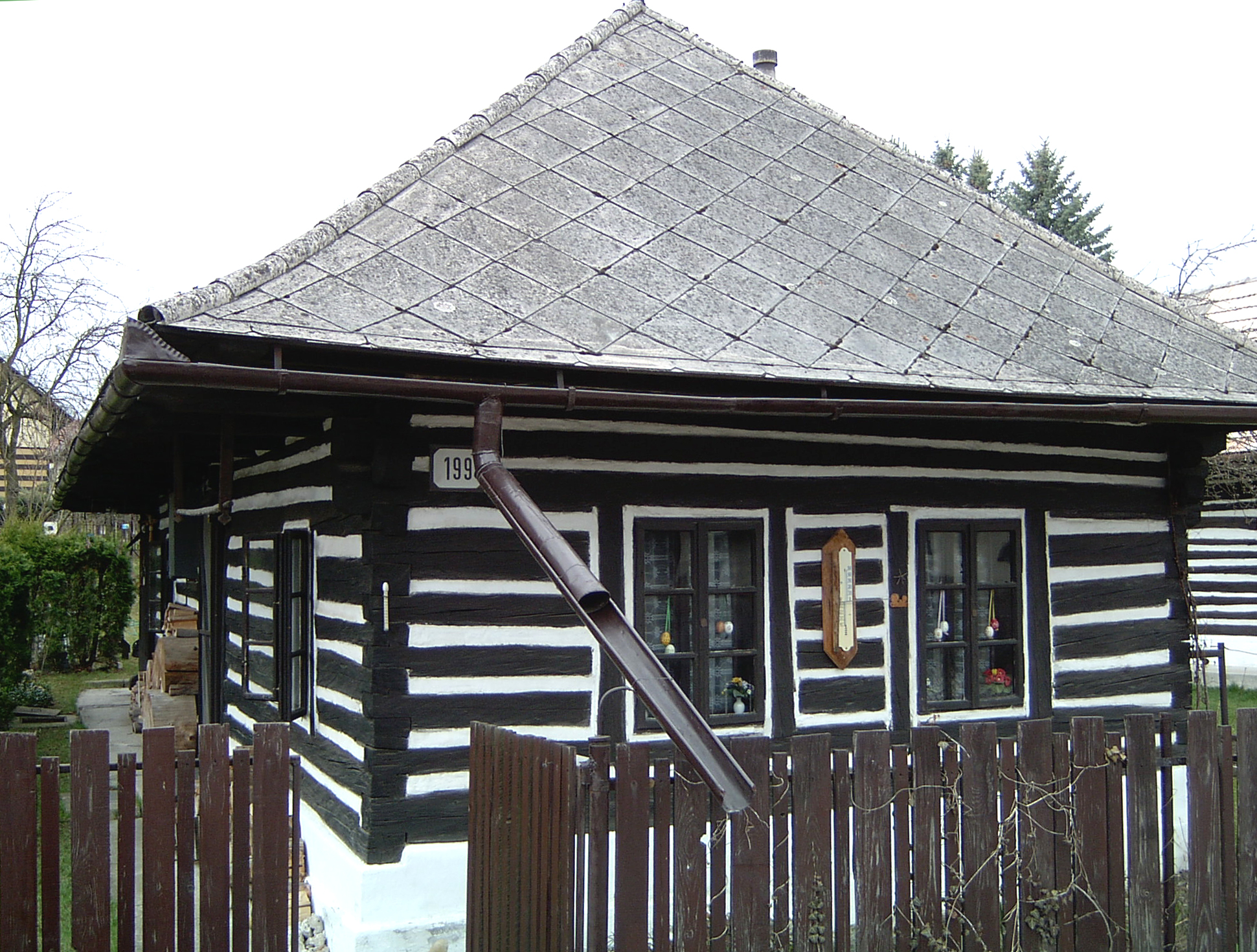
Arquitectura original de casas de Mošovce
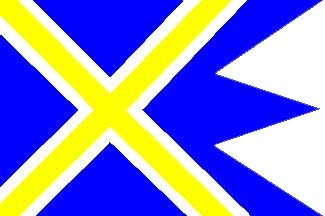
Bandera de Mošovce
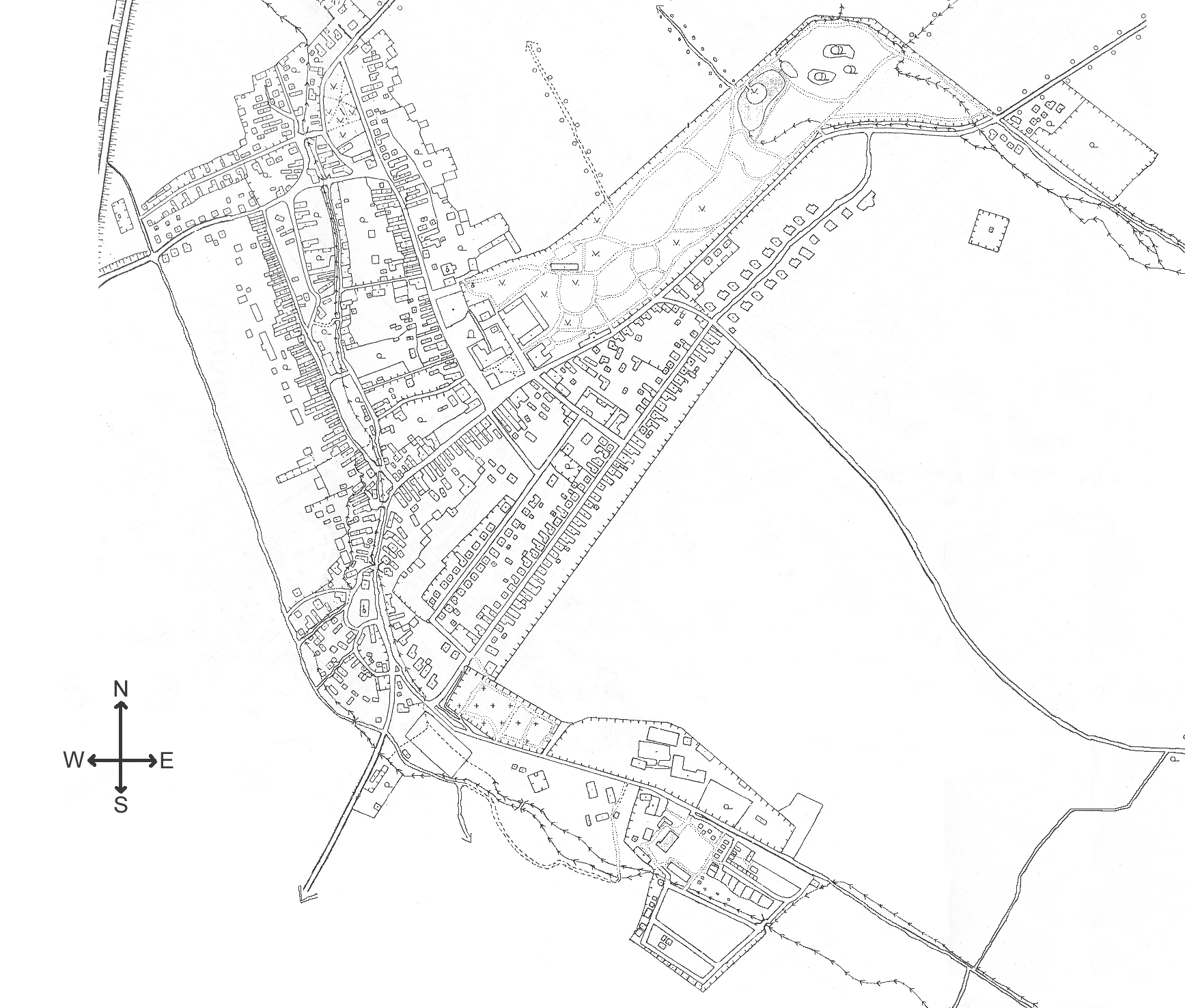
Mošovce

- Datos: Q34409
- Multimedia: Mošovce / Q34409

1. 1 2  «Počet obyvateľov podľa pohlavia - obce (ročne) [om7101rr_obce=AREAS_SK]». Statistical Office of the Slovak Republic. 31 de marzo de 2025. Consultado el 31 de marzo de 2025.